# Felix Healy
Pour les articles homonymes, voir Healy (homonymie).
Patrick Joseph Healy, plus connu sous le nom de Felix Healy (né le 27 septembre 1955 à Derry en Irlande du Nord) est un footballeur international nord-irlandais, qui évoluait au poste de milieu de terrain et d'attaquant, avant de devenir ensuite entraîneur.

## Biographie

### Carrière de joueur

#### Carrière en club
Felix Healy joue en faveur de plusieurs clubs anglais, irlandais, et nord-irlandais. 
Il évolue pendant huit saisons avec le club nord-irlandais de Coleraine. Il dispute 41 matchs en quatrième division anglaise avec le club de Port Vale, inscrivant 2 buts.
Il dispute également deux matchs en Coupe d'Europe des clubs champions, neuf matchs en Coupe de l'UEFA (deux buts), et quatre en Coupe des coupes.
Il remporte un championnat d'Irlande et une Coupe d'Irlande avec le club de Derry City.

#### Carrière en sélection
Felix Healy joue quatre matchs en équipe d'Irlande du Nord, sans inscrire de but, lors de l'année 1982.
Il reçoit sa première sélection en équipe nationale le 28 avril 1982, lors d'un match contre l'Écosse rentrant dans le cadre du British Home Championship (score : 1-1 à Belfast).
Il figure dans le groupe des sélectionnés lors de la Coupe du monde de 1982. Lors du mondial organisé en Espagne, il joue un match contre le Honduras (match nul 1-1 à Saragosse au Stade de La Romareda).
Il dispute également un match contre l'Autriche comptant pour les éliminatoires de l'Euro 1984 (défaite 2-0 à Vienne).

### Carrière d'entraîneur
Il dirige les joueurs de Coleraine, Derry City, et enfin Finn Harps.

## Palmarès

### Palmarès de joueur
| Coleraine - Championnat d'Irlande du Nord : - Vice-champion : 1984-85, 1985-86 et 1986-87. - Coupe d'Irlande du Nord : - Finaliste : 1981-82 et 1985-86. |  | Derry City - Championnat d'Irlande (1) : - Champion : 1988-89. - Coupe d'Irlande (1) : - Vainqueur : 1988-89. - Finaliste : 1987-88. - Coupe de la Ligue d'Irlande (2) : - Vainqueur : 1988-89 et 1990-91. |

### Palmarès d'entraîneur
Derry City
- Championnat d'Irlande (1) :
  - Champion : 1996-97.

- Coupe d'Irlande (1) :
  - Vainqueur : 1994-95.
  - Finaliste : 1996-97.